# صفر لفوتی
صفر لفوتی (زادهٔ ۱۲۹۷، آستانه اشرفیه - درگذشتهٔ ۱۳۵۵) نماینده مردم سوادکوه، شاهی (قائم‌شهر) در مجلس شورای ملی (۱۳۴۲) بود.

## زندگی‌نامه
صفر لفوتی، زاده ۱۲۹۷ اهل استان گیلان شهرستان آستانه اشرفیه و روستاهای لفوت بالا و لفوت پایین و فرزند میرزا اسدالله لفوتی از بزرگان و عرفای استان گیلان بود.
لفوتی در جوانی به استان مازندران و شهرستان‌های سوادکوه و شاهی (قائم‌شهر) کوچ کرد و در معدن زغال سنگ مازندران و در انتخابات کارگری به عنوان فعال کارگری نماینده منتخب کارگران معدن زغال سنگ مازندران انتخاب شد.
در ۲۶ شهریور سال ۱۳۴۲ در انتخابات مجلس شورای ملی از حوزه انتخاباتی سوادکوه و شاهی (قائم‌شهر) نامزد و از ۲۵۹۳۷ رأی مأخوذه با اکثریت ۲۲۶۸۳ رأی بنمایندگی دوره بیست ویکم قانون گذاری انتخاب و در تاریخ سوم مهر ۱۳۴۲ اعتبارنامه او صادر و تأیید شد.
صفر لفوتی در ۱۸ مردادماه ۱۳۵۵ بر اثر حمله قلبی درگذشت. آرامگاه وی در محوطه حرم سید جلال‌الدین اشرف، در آستانه اشرفیه، واقع در استان گیلان است.

## فرزندان
او چهار فرزند پسر به نام‌های اسماعیل، حیدر، نادر و دانش (قنبر) و سه فرزند دختر به نام‌های ایران (مهوش)، مهناز (شهناز) و شهناز (مهوش) داشت.
محمدصفر لفوتی روزنامه‌نگار، فعال سیاسی، نوه او می‌باشد.